# Classica di San Sebastián 2002
La Classica di San Sebastián 2002, ventiduesima edizione della corsa e valevole come prova della Coppa del mondo 2002, si svolse il 10 agosto 2002, per un percorso totale di 227 km. Fu vinta dal francese Laurent Jalabert, al traguardo con il tempo di 5h47'29" alla media di 39,196 km/h.
Partenza a San Sebastián con 180 corridori di cui 160 portarono a termine il percorso.

## Squadre partecipanti
| N.      | Cod. | Squadra                          |
| ------- | ---- | -------------------------------- |
| 1-8     | CST  | CSC-Tiscali                      |
| 11-18   | FAS  | Fassa Bortolo                    |
| 21-28   | TEL  | Team Telekom                     |
| 31-38   | RAB  | Rabobank                         |
| 41-48   | MAP  | Mapei-Quick Step                 |
| 51-58   | LOT  | Lotto-Adecco                     |
| 61-68   | BAN  | iBanesto.com                     |
| 71-78   | COF  | Cofidis, le Crédit par Téléphone |
| 81-88   | ONE  | ONCE-Eroski                      |
| 91-98   | USP  | US Postal Service                |
| 101-108 | DFF  | Domo-Farm Frites                 |
| 111-118 | LAM  | Lampre-Daikin                    |

| N.      | Cod. | Squadra                  |
| ------- | ---- | ------------------------ |
| 121-128 | KEL  | Kelme-Costa Blanca       |
| 131-138 | TAC  | Tacconi Sport-Emmegi     |
| 141-148 | EUS  | Euskaltel-Euskadi        |
| 151-158 | SAE  | Saeco-Longoni Sport      |
| 161-168 | C.A  | Crédit Agricole          |
| 171-178 | ALS  | Alessio                  |
| 181-188 | A2R  | AG2R Prévoyance          |
| 191-198 | GST  | Gerolsteiner             |
| 201-208 | PHO  | Phonak Hearing Systems   |
| 211-218 | JAZ  | Jazztel-Costa de Almeria |
| 221-228 | REL  | Relax-Fuenlabrada        |

## Ordine d'arrivo (Top 10)
| Pos. | Corridore          | Squadra       | Tempo    |
| ---- | ------------------ | ------------- | -------- |
| 1    | Laurent Jalabert   | CSC-Tiscali   | 5h47'29" |
| 2    | Igor Astarloa      | Saeco         | s.t.     |
| 3    | Gabriele Missaglia | Lampre-Daikin | s.t.     |
| 4    | Andrej Kivilëv     | Cofidis       | s.t.     |
| 5    | Dario Frigo        | Tacconi Sport | s.t.     |
| 6    | Danilo Di Luca     | Saeco-Longoni | a 35"    |
| 7    | Paolo Bettini      | Mapei         | s.t.     |
| 8    | Nico Mattan        | Cofidis       | s.t.     |
| 9    | Laurent Dufaux     | Alessio       | s.t.     |
| 10   | Gennadij Michajlov | Lotto-Adecco  | a 41"    |